# Saint-Martin-des-Entrées
Saint-Martin-des-Entrées é uma comuna francesa na região administrativa da Normandia, no departamento Calvados. Estende-se por uma área de 6,01 km². Em 2010 a comuna tinha 713 habitantes (densidade: 118,6 hab./km²).